# Setodes subhachita
Setodes subhachita är en nattsländeart som beskrevs av Schmid 1987. Setodes subhachita ingår i släktet Setodes och familjen långhornssländor. Inga underarter finns listade i Catalogue of Life.